# Comité Científico Humanitario
El Comité Científico Humanitario (Wissenschaftlich-humanitäres Komitee, WhK) fue fundado en Berlín el 14 o 15 de mayo de 1897 para hacer campaña por el reconocimiento social de hombres y mujeres homosexuales y transgénero y para luchar contra su persecución por el artículo 175 del código penal alemán. Fue la primera organización de su tipo en la historia.

## 1897–1933
El WhK fue fundado el 15 de mayo de 1897 (cuatro días antes de la liberación de Oscar Wilde) por Magnus Hirschfeld, junto con el editor Max Spohr, el jurista Eduard Oberg y el escritor Franz Joseph von Bülow, en su casa de Berlín, en la avenida Berlín 104 (hoy Otto-Suhr-Allee). El comité tenía como objetivo la movilización del público crítico a favor de la eliminación del artículo 175 del código penal alemán que condenaba a penas de cárcel el concúbito entre hombres. Adolf Brand, Benedict Friedlaender y Kurt Hiller, entre otros, se unieron a la organización.
El Comité estaba estrechamente relacionado con el Institut für Sexualwissenschaft de Hirschfeld. Del Institut tomó una serie de teorías científicas que venían a resumirse en que la homosexualidad era un «tercer sexo» biológico intermedio entre el hombre y la mujer. Esta teoría pronto llegó a ser minoritaria, a más tardar durante la República de Weimar. Su fin era, a través de la demostración de que la homosexualidad era de nacimiento, conseguir demostrar que el derecho penal no era aplicable.
El determinismo biológico que Hirschfeld imprimió al Comité se enfrentó desde el principio a resistencia dentro del WhK. Pero no fue hasta el 24 de noviembre de 1929 que la oposición interna, sobre todo del funcionario del Partido Comunista de Alemania Richard Linsert, consiguió forzar a Hirschfeld a dimitir. Su sucesor fue el Sanitätsrat Otto Juliusburger y Kurt Hiller fue elegido vicepresidente. Juliusburger consiguió que, en el poco tiempo que pasó desde su elección hasta la disolución en 1933 por orden del Gobierno nazi, el WhK consiguiese librarse de su aislamiento científico. En vez de dar importancia al estudio biológico, comenzó a hacer hincapié en los estudios sociológicos y psicológicos.
El comité tenía su sede en Berlín y secciones en 25 ciudades de Alemania, Austria y los Países Bajos. Aunque nunca tuvo más de 500 miembros, la mayoría académicos y gente cultivada, se le considera un hito importante en el movimiento de liberación LGBT. En cambio la organización de masas LGBT fue fundada en 1923, el Bund für Menschenrechte de Friedrich Radszuweit. Una posición en parte contraria a la del WhK, la representaba la asociación Gemeinschaft der Eigenen de Adolf Brand.

### Filiales
No se han conservado muchos datos de las filiales o secciones del Comité; sobre todo la disolución o el adormecerse de las actividades no están prácticamente documentados. 

#### Múnich
En Múnich existía de 1902 a 1908 una filial. El iniciador del subcomité era el farmacéutico Josef Schedel. El 6 de agosto de 1902 se realizaron primeras conversaciones en su vivienda, en la Amalienstraße 16. En las conversaciones participaron Hirschfeld, Wilhelm Walloth, August Fleischmann y Alfred Schuler
El 24 de septiembre de 1902 el Wissenschaftlich humanitäre Komitee München (WhKM) realizó su asamblea fundacional. Desde pronto se buscó una distancia a August Fleischmann y su asociación Veritas; a partir de la quinta asamblea el 19 de diciembre de 1902, a Fleischmann ya no se le permitió firmar como delegado y también más tarde se buscó la distancia con él en repetidas ocasiones. Con el tiempo, también se criticó a Magnus Hirschfeld en diversas ocasiones por sus puntos de vista y acciones, sobre todo por su impulso ofensivo y su teoría de los estados intermedios. En la teoría la sección de Múnich estaba más próxima a Adolf Brand.
Se organizaron conferencias y peticiones, también entre el ordinariato episcopal y los consistorios protestantes del sur de Alemania. Asambleas y reuniones informales del WhKM se realizaban, entre otros lugares, en el Hotel Rheinpfalz, el Cafe Royal, el Cafe Kaiser Franz Josef y el Bayerischen Hof. Con ocasión del caso Friedrich Alfred Krupp se realizó una asamblea extraordinaria el 18 de diciembre de 1902. En octubre de 1906, Schedel fue elegido delegado en la asamblea anual realizada en Charlottenburg. El 14 de diciembre de 1907 abandonó el puesto.
Durante la 38 asamblea del WhKM, el 29 de mayo de 1908, se decidió por unanimidad disolver la sección, argumentando que «visto que la época nos es contraria y la completa inutilidad de cualquier actividad agitadora [...]». El escándalo Harden-Eulenburg llevaba ya un año en los periódicos. Schedel se mantuvo como contacto para el WhK y se le entregó la biblioteca del Comité. En la actualidad, junto con el legado de Schedel, forma parte de la Biblioteca Estatal de Baviera en Múnich, siendo la única biblioteca «homosexual» de la época que se ha conservado, aunque sea de forma parcial.

#### Frácfort
La sección en Fráncfort del Meno se fundó el 9 de marzo de 1921. Los iniciadores eran el latifundista Wilhelm Jansen (1866–1943) y sobre todo el empleado de banca Hermann Weber (1882–1955), que volvió a estar activo en el movimiento homófilo en la década de 1950.
Se realizaron trabajos de cabildeo e información, y se realizaron tardes de coloquio. También se realizaban excursiones, bailes en mayo o de disfraces. Según una publicación en el Jahrbuch für sexuelle Zwischenstufen de 1922, la situación en Fráncfort no era tan complicada como en Baviera.

#### Viena
Desde principios del siglo XX, se encontraba el ingeniero Joseph Nicoladoni Kontaktmann en Viena. También la relación entre Hirschfeld y Sigmund Freud fue útil, a pesar de que el pensamiento de Hirschfeld era extraño al pensamiento psicoanalítico. Wilhelm Fliess había desarrollado una teoría sobre la bisexualidad de todos los seres humanos, poco antes de que Otto Weininger publicara en 1903 su obra Geschlecht und Charakter (Sexo y carácter). Fliess se sintió robado y acusó al conocido de ambos, Sigmund Freud, de haber transmitido la información. Hirschfeld defendió a Weininger y la inocencia de Freud. Más tarde, Hirschfeld ayudó en la fundación del Berliner Psychoanalytischen Vereinigung (1908; «Asociación Psicoanalítica de Berlín»)
En 1906 se fundó la sección de Viena por el psicoanalista Wilhelm Stekel, que se sentía en un terreno inestable dentro de la sexología. Junto con él estaba Nicoladoni. Otros miembros de la dirección eran el empleado de banca Rudolf Vieröckl und Newkluff, ambos muertos durante la Primera Guerra Mundial.
Dos cartas de lectores a Illustrierte Österreichische Kriminalzeitung (IÖKZ, «Periódico criminalista ilustrado austriaco», editadas el 9 de septiembre de 1907) y a Wiener Kriminal- und Detektiv-Zeitung (WKDZ, «Periódico de detectives y criminales de Viena», editadas menos de una semana después) son los únicos testigos de la «representación vienesa del Comité científico humanitario de Berlín». En el IÖKZ, al que Hirschfeld escribía y enviaba información personalmente, se notó un cambio importante de actitud, llegando incluso a llamar a la eliminación del §129 del código penal austriaco que condenaba la homosexualidad. Pero dejó de informar por completo sobre el tema tras una ola de confiscaciones a finales de octubre. Posiblemente también existe una relación entre la desaparición del primer WhK y la rotura de la relación entre Hirschfeld y Freud tras el III Congreso Internacional de Psicoanálisis en 1911, donde el discípulo de Freud, C. G. Jung, ofendió a Hirschfeld. Stekel se convirtió en la década de 1920 en uno de los analistas más homófobos, junto con Alfred Adler.
En 1922 se volvió a organizar la sección vienesa. Sobre las actividades de ambas filiales no existes, aparte de las cartas mencionadas, más información.

#### Otros
También se abrieron filiales en los Países Bajos en 1911, el Nederlandsch Wetenschappelijk Humanitair Komitee (NWHK), y en Suecia en 1930.

## Intentos de refundación

### 1949 – WhK de Giese
El 19 de octubre de 1949 Hans Giese, junto con Hermann Weber (1882–1955), que había sido de 1921 a 1933 director de la sección de Frácfort, fundó en Kronberg un nuevo Comité. También colaboró Hiller, pero dejó la cooperación a los pocos meses por sensación de competición y por la distancia interna que sentía con los dos investigadores. En el barrio de Berlin-Zehlendorf, Werner Hesse, Werner Becker y Hans Borgward crearon el grupo Gruppe Groß-Berlin des WHK («Grupo Gran Berlín del WhK»). 
Al WhK se le negó la inscripción en el registro de asociaciones y, como consecuencia, Giese declaró la asociación como disuelta a finales de 1949 o principios de 1950, fundando en su lugar la Gesellschaft für Reform des Sexualstrafrechts e. V. («Sociedad por la reforma de la legislación penal sexual»), que existió hasta 1960.

### 1962 – Hiller
En 1955 regresó Kurt Hiller a Hamburgo y quiso refundar allí en 1962 el WhK. Pero permaneció aislado y el intento fracasó.

## 1998 – El nuevo «whk»
En 1998, se creó –en parte a partir de la iniciativa «Beck ab!» contra el diputado Volker Beck– bajo el nombre wissenschaftlich-humanitäres komitee (whk) una nueva asociación. No existe una relación histórica con el Comité de Hirschfeld, aparte del nombre y el interés en los temas LGBT. La nueva asociación toma en muchas cuestiones una posición contraria al LSVD, que es visto como conservador y burgués, y se siente más cercada a la izquierda revolucionaria. El whk edita la revista Gigi – Zeitschrift für sexuelle Emanzipation (Gigi – Revista para la emancipación sexual), que fue premiada en 2001 con el premio extraordinario de la «Federación alemana de periodistas lésbicos y gays», Bund Lesbischer und Schwuler JournalistInnen.
En la página del whk se comenta su fundación como:

So haben wir uns entschlossen, den Grundgedanken des historischen Whk wieder aufzugreifen und ihn – konsequenterweise unter demselben Namen – schöpferisch auf unsere Zeit, ihre konkreten Gegebenheiten anzuwenden. Das setzt in unseren Augen neben enger Verbindung zu anderen Befreiungsbestrebungen und -bewegungen eine radikale Prüfung, Kritik und Infragestellung aller gesellschaftlichen Verhältnisse voraus. Denn die Befreiung der Sexualität in einer ansonsten unfreien Gesellschaft ist schlechterdings unmöglich.
Así nos hemos decidido volver a retomar el pensamiento fundacional del WhK histórico y –de forma consecuente bajo el mismo nombre– aplicarlo de forma creativa a nuestra época y sus circunstancias. Esto requiere a nuestros ojos, además de una vinculación a otros movimientos y aspiraciones de liberación, un replanteamiento, crítica y cuestionamiento radical de todas las relaciones sociales. Que la liberación de la sexualidad en una sociedad por otra parte no libre es a penas posible.